# Hockering
Hockering is een civil parish in het bestuurlijke gebied Breckland, in het Engelse graafschap Norfolk met 711 inwoners.